# Egernsund Kirke
Egernsund Kirke (deutsch Kirche zu Ekensund) ist eine evangelisch-lutherische Gemeindekirche in Egernsund bei Gråsten in der Kommune Sonderburg in Nordschleswig (Dänemark).

## Geschichte
Die Kirche im damals deutschen Ekensund wurde am 22. September 1909 eingeweiht durch die Schlüsselübergabe des Gotteshauses von Generalsuperintendent Theodor Kaftan an den Pastor Nissen. Bis zu diesem Zeitpunkt gab es auf der Halbinsel Broagerland nur eine Kirche im Ort Broager.
Der Bau der Kirche ist auf die Eigeninitiative der Bevölkerung und besonders des Architekten Richard Dethlefsen zurückzuführen, der am 24. August 1864 in Grönland bei Egernsund geboren wurde. Das Kirchenministerium hatte den Kirchenneubau lediglich geduldet und akzeptierte das Gebäude nur als Kapelle. Die Gläubigen mussten daher hinnehmen, dass sie nur von einem der beiden Pastoren der Kirche in Broager betreut wurden. Erst 50 Jahre später, als aus Ekensund nach der Volksabstimmung in Schleswig 1920 über die deutsch-dänische Grenze Egernsund geworden war und die Kirche lange zu Dänemark gehörte, erhielt Egernsund im Jahre 1959 den Status einer selbstständigen Kirchengemeinde mit einem eigenen Pastor.
Die Kirche war und ist gut besucht; an den Gottesdiensten nahmen bis zu 100 Menschen teil. Das Gotteshaus ist für Egernsund nach wie vor ein Ort des gesellschaftlichen Zusammenhalts.

## Bau der Kirche
Das Material für den Bau der Kirche stammte in erster Linie von den örtlichen Ziegeleien Hüttmann und Rennberg und wurde von diesen Firmen kostenlos zur Verfügung gestellt. Die Einwohner von Egernsund hatten den Bau der Kirche gefordert und halfen durch ihre Arbeitskraft beim Bau der Kirche mit. So fühlen sich die Egernsunder dem Bau bis heute eng verbunden. „Das ist unsere Kirche – wir haben sie selbst erbaut“ – unter diesem Motto wehrten sich Gemeindemitglieder 1998 erfolgreich gegen den Anbau eines Gemeindehauses. Der Streit wurde als „Egernsunder Glaubenskrieg“ betitelt.
Der Initiator Richard Dethlefsen war ein Spross der Ziegeldynastie Dethlefsen in Egernsund und erstellte die Baupläne für die Kirche. Er hatte als Architekt bis 1907 den Umbau und die Restaurierung des Königsberger Doms geleitet. Inspiriert von diesem Dom verwirklichte er in den darauffolgenden zwei Jahren seinen Traum von einer „kleinen Ausgabe“ dieses Kirchenbaus im damals noch deutschen Ekensund und entwarf die neue Kirche im neugotischen Stil. Die dekorativen glasierten Steine und die Formsteine, die die Fenster und das Eingangsportal umrahmen und den Altartisch schmücken, zeigen das große Können der bedeutenden Rennberger Ziegelei. Die roten Backsteinziegel der Ziegelei Hüttmann sind handgestrichen.

## Innenraum der Kirche
Viel von der Ausstattung vermittelt trotz der Erneuerungen einen originalen Eindruck: Die Kanzel mit jenen floralen Ornamenten, die zudem das Kirchenschiff zum Altarraum um- und überranken und einst von Künstlern aus Hannover gemalt wurden. Das hölzerne Altarbild aus Südtirol mit dem gekreuzigten Jesus aus Holz oder die in Lübeck geschmiedete Kirchenglocke. Die Grenzlandgeschichte Nordschleswigs ist in der Kirche Egernsund Teil des Gemeindealltags.

### Altar
Der Altar ist eine Holzschnitzarbeit aus Südtirol und zeigt den gekreuzigten Christus, zu seinen Füßen Maria Magdalena und rechts bzw. links von ihm Maria und Johannes.
Bei Gottesdiensten liegt auf dem Altartisch eine silberbeschlagene Bibel, die die Kaiserin Auguste Viktoria von Schleswig-Holstein-Sonderburg-Augustenburg mit einer eigenhändigen Inschrift der Kirche zu ihrer Einweihung geschenkt hat. Der Altartisch und die rechteckige Taufe mit der bronzenen Taufschale sind aus Backsteinen gemauert.

### Orgel
Im Jahr 1966 erhielt die Kirche eine Orgel aus der Werkstatt Marcussen & Søn, die auf der westlichen Empore angebracht ist. Unterhalb des Orgelprospekts, in der Front der Empore, ist in lateinischer Sprache der Bibelvers Jes 64,1  angebracht: »Utinam a facie tua montes defluerent« (deutsch: Ach, dass doch die Berge vor deinem Antlitz zerflössen). Die Disposition der Orgel lautet:
| I Manual C–g3 |               |    |
| 1.            | Spidsgamba    | 8′ |
| 2.            | Principal     | 4′ |
| 3.            | Gedaktfløjte  | 2′ |
| 4.            | Mixtur II-III |    |

| II Manual C–g3 |           |       |
| 5.             | Gedakt    | 8′    |
| 6.             | Rørfløjte | 4′    |
| 7.             | Principal | 2′    |
| 8.             | Quint     | 1 ⁄3′ |

| Pedal C–f1 |        |     |
| 9.         | Subbas | 16′ |
| 10.        | Gedakt | 8′  |

- Koppeln: I/II, I/P, II/P
- Traktur: Schleifladen, vollmechanisch

### Glasmosaikfenster
Die Witwe des Broager Propstes Reuter hat der Kirche die Glasmosaikfenster im Chor geschenkt. Sie sind mit einer Widmungsinschrift der Stifterin versehen worden.

### Votivschiff
Ein Modell des Fünfmasters København hängt als Votivschiff in der Kirche. Das Segelschiff verschwand spurlos im Jahre 1928 kurz vor Weihnachten auf seiner Fahrt von Buenos Aires nach Australien.

## Lage
Die einzigartige Lage direkt an und oberhalb der Flensburger Förde lässt die Kirche in Egernsund als ein besonderes Schmuckstück erscheinen. Direkt neben dem Hauptportal gibt es über eine Holztreppe einen direkten Zugang zum Strand der Förde und auf dem Parkplatz vor der Kirche hat man einen guten Blick auf die deutsche Seite der Förde zur Halbinsel Holnis.

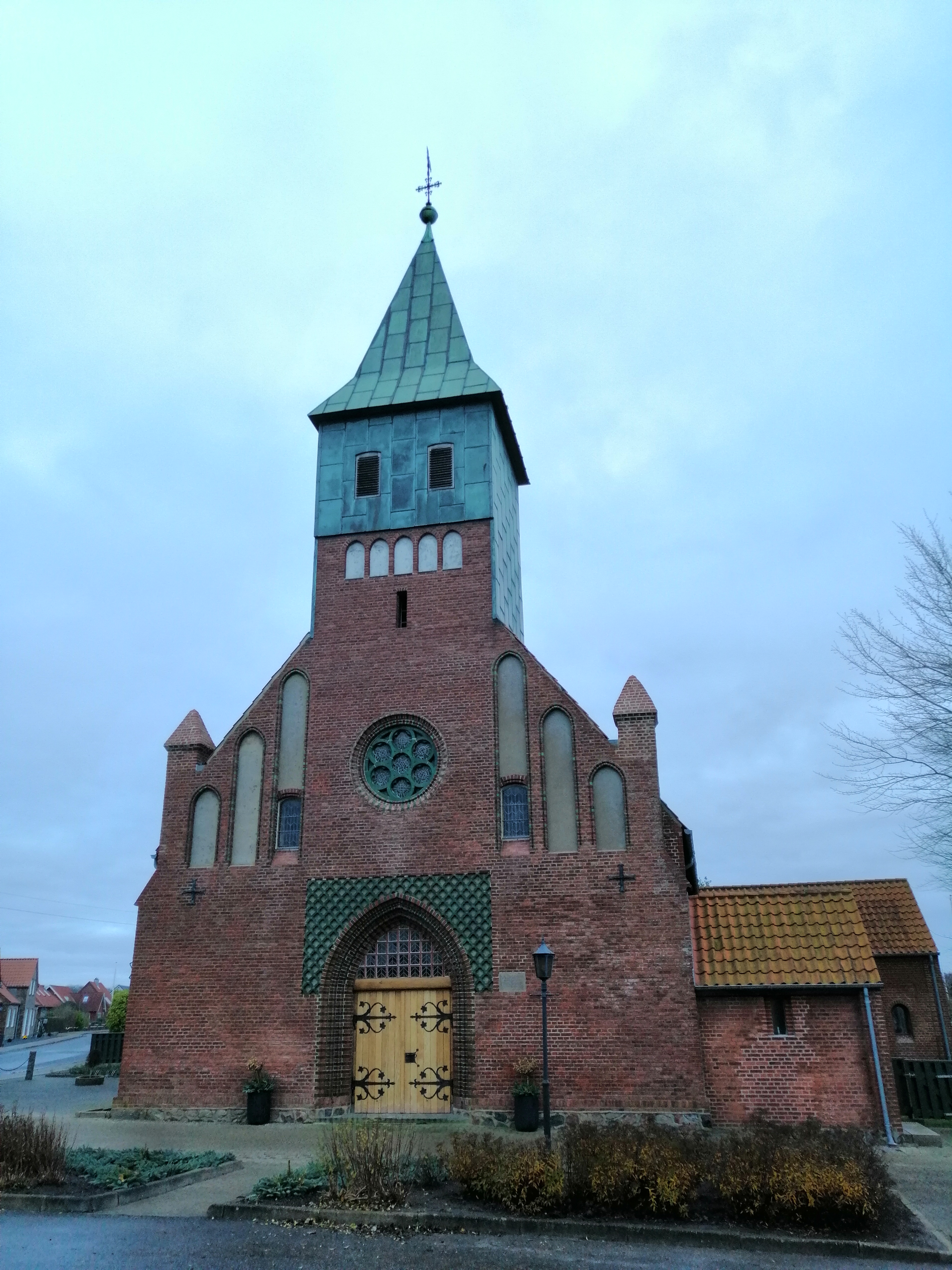
Egernsund Kirke, Hauptportal, 2019
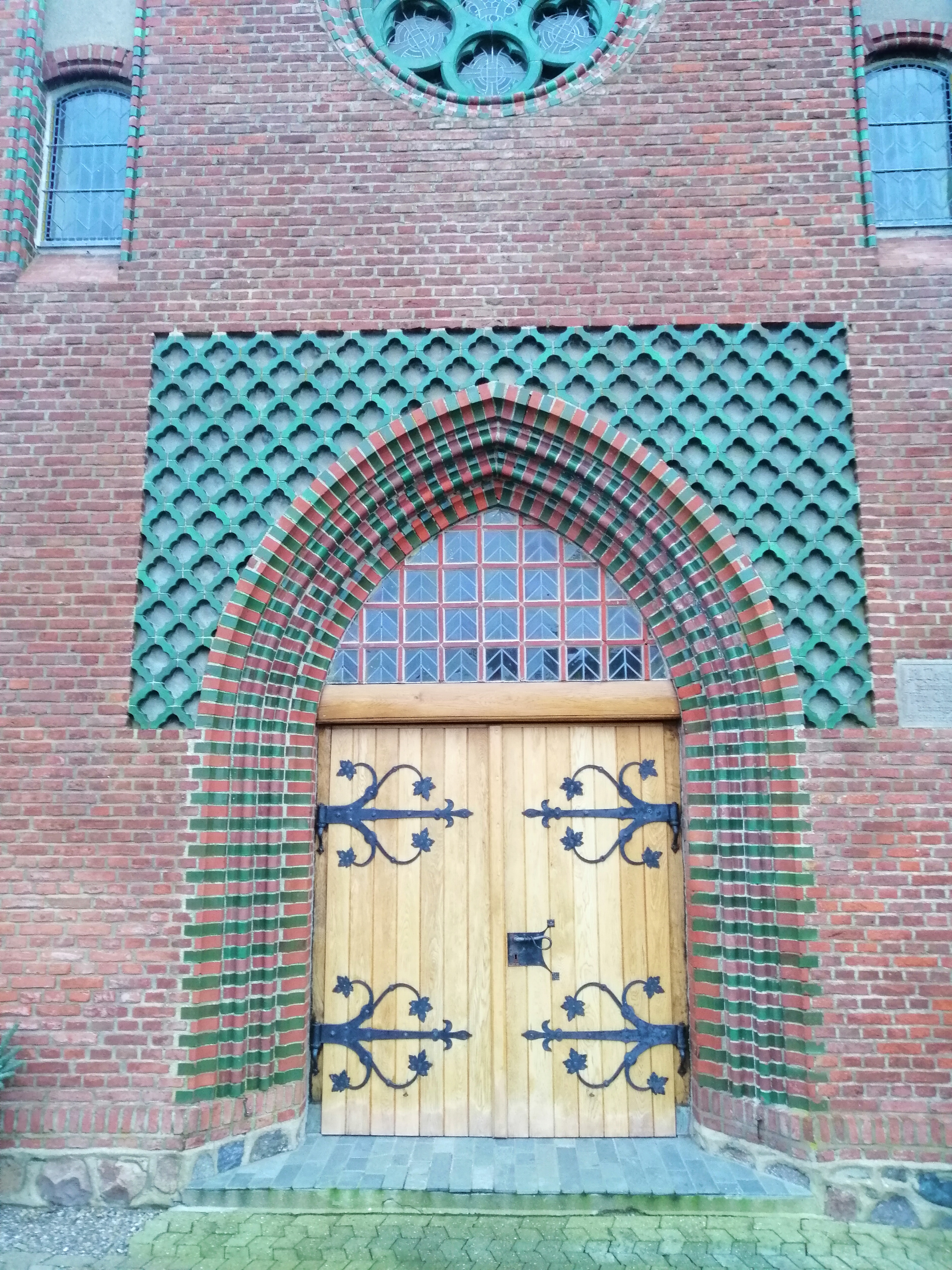
Egernsund Kirke, Hauptportal Detail, 2019
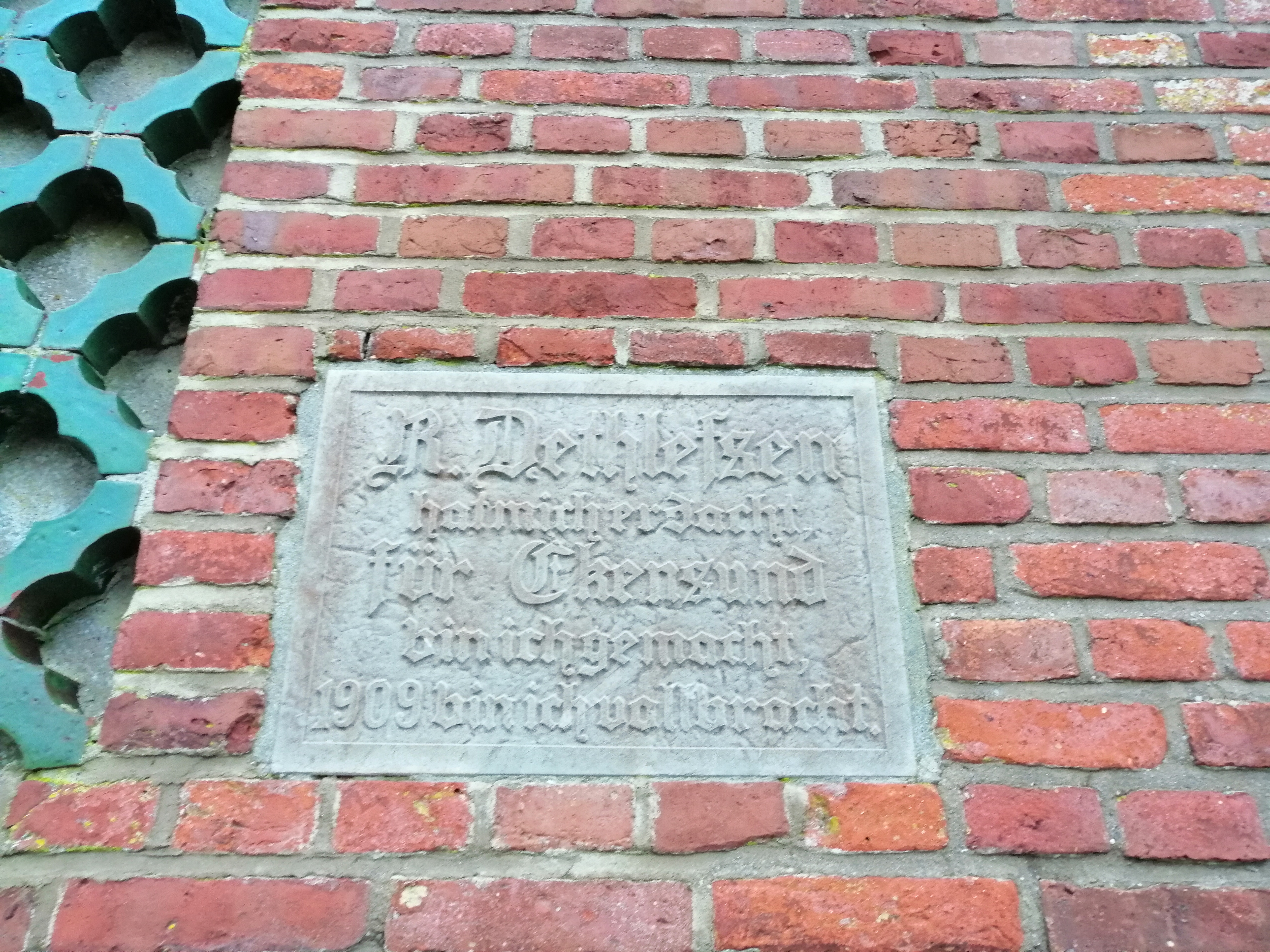
Gedenkstein in deutscher Sprache zum Bau der Kirche, eingelassen im Giebel rechts oberhalb des Hauptportals
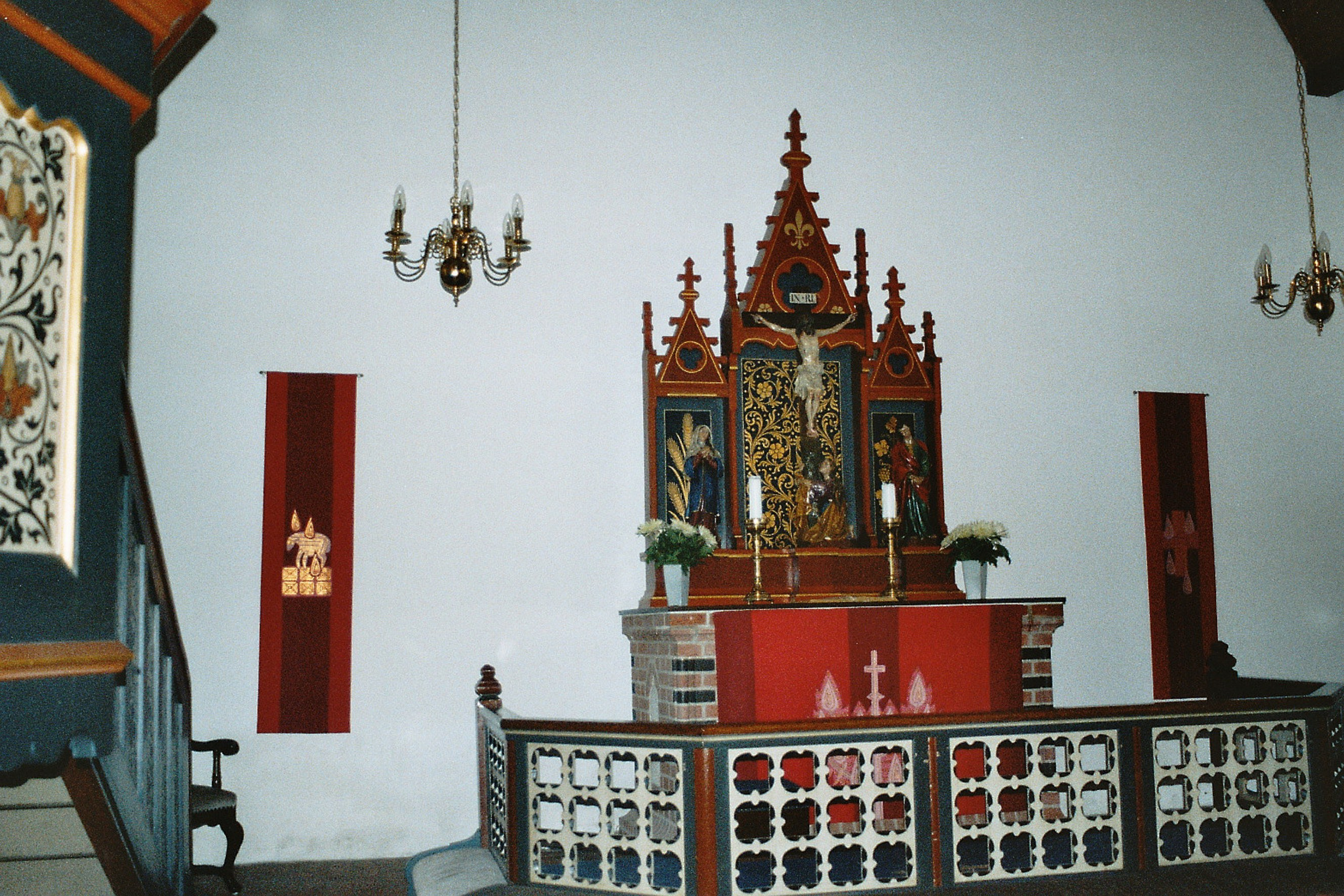
Altar der Egernsund Kirke aus Südtirol
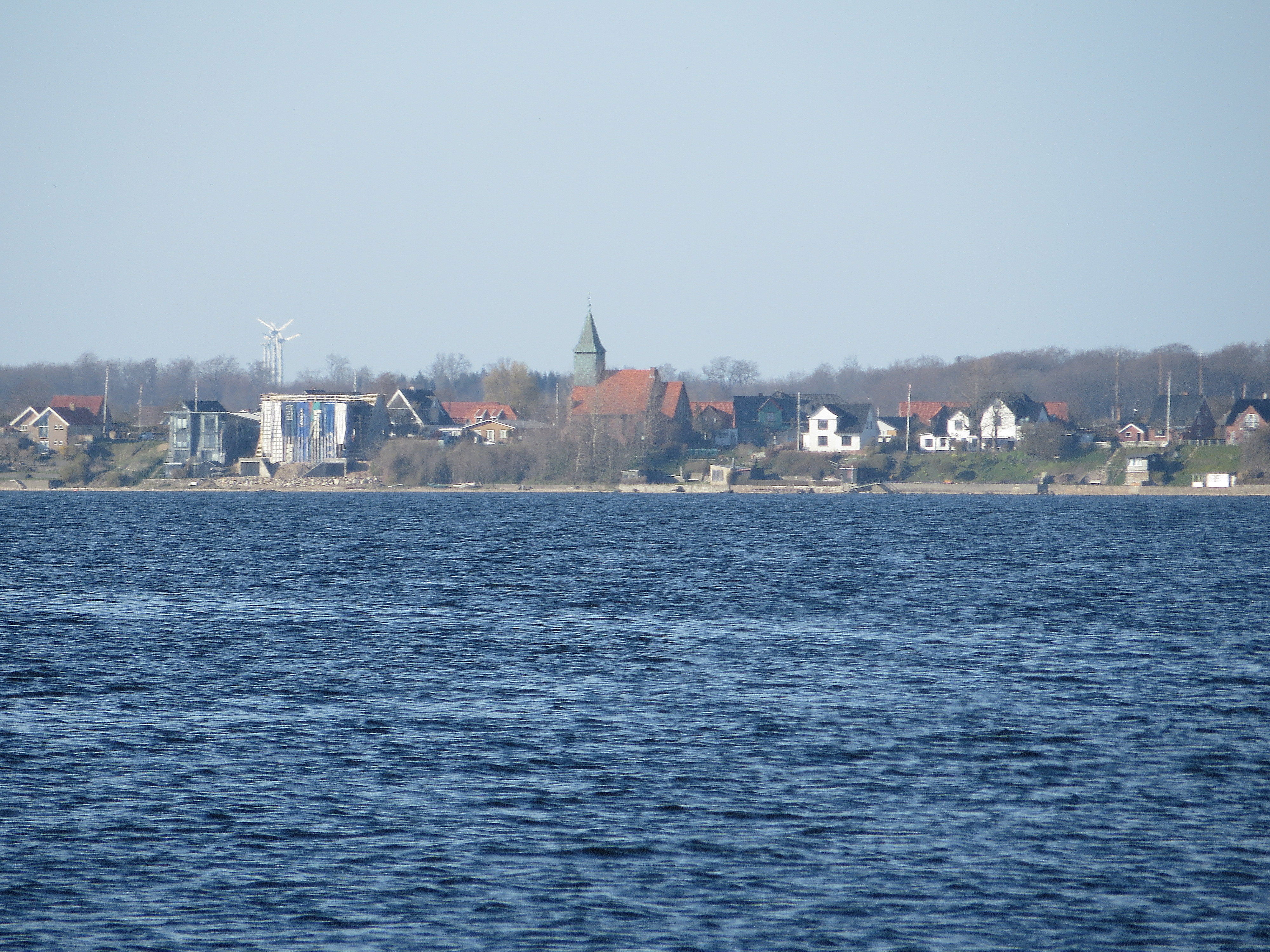
Blick von Holnis über die Flensburger Förde auf Egernsund Kirke, 2015